# حبیب عجمی
حبیب بن محمد عجمی که بیشتر با نام حبیب عجمی یا حبیب فارسی شناخته می‌شود، زاهدی ایرانی بود که در بصره زندگی می‌کرد. ذکر زندگی در کتاب تذکرةالاولیا آمده‌است. او دوست و شاگرد حسن بصری بود. او را مؤسس تصوف ایرانی دانسته‌اند. تاریخ وفات وی را سال‌های ۱۱۹ و ۱۳۰ و ۱۴۱ هجری قمری نوشته‌اند. صاحب تذکره خزینة الاصفیاء تاریخ فوت او را روز شنبه نهم رمضان سال ۱۵۶ هجری ذکر کرده و کلمه یوسف را هم ماده تاریخ آن نگاشته است.
در محله باب‌المسجد نایین مقبره‌ای است که آن را متعلق به شیخ حبیب عجمی می‌دانند و این شعر بر آن نصب شده است:

«آن ولّی قبۀ غیرت، آن صفی بردهٔ وحدت، آن صاحب یقی

ن بی‌گمان، آن خلوت نشین بی‌نشان، آن فقیر عدمی حبیب عجمی −رحمةاﷲ علیه− صاحب صدق و صاحب همت بود ...»

## آثار درباره حبیب عجمی
در آثار قدما: تذکرة الاولیا (عطار)، کشف المحجوب (هجویری)، جواهر الاسرار و زواهرالانوار، صفة الصفوة (ابن جوزی)، لغت‌نامه دهخدا، تفسیر انصاری و حلیةالاولیا مطالبی در خصوص حبیب عجمی آمده است.
هم چنین، بخش اول کتاب «چهار پیر طریقت» تألیف دکتر جواد نوربخش به وی اختصاص داده شده‌است.